# Hochspannungskaskade
Eine Hochspannungskaskade, auch als Cockcroft-Walton-Generator, Villard-Vervielfacherschaltung oder Siemens-Schaltung bekannt, ist eine elektrische Schaltung, die eine zugeführte Wechselspannung in eine hohe Gleichspannung bis zu einigen Megavolt umwandelt. Sie zählt zu den Ladungspumpen und erzielt die hohe Spannung durch Kaskadierung, d. h. mehrfache Hintereinanderschaltung, der Greinacher-Schaltung, die in der Grundform ein Spannungsverdoppler ist.

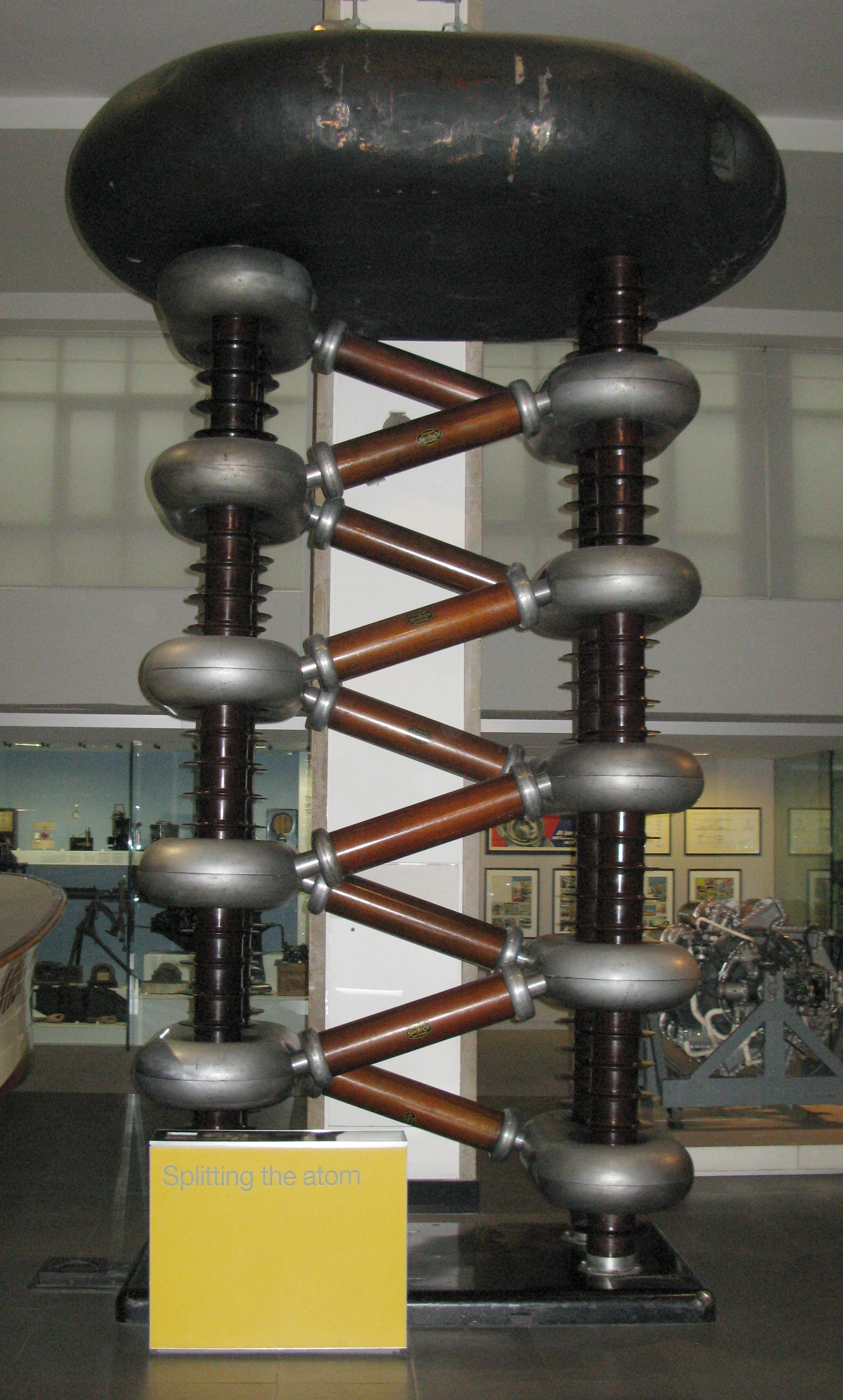
1-Megavolt-Hochspannungskaskade eines Cockcroft-Walton-Beschleunigers

John Cockcroft und Ernest Walton entwickelten Anfang der 1930er Jahre auf der Basis einer solchen Kaskade einen später nach ihnen benannten Teilchenbeschleuniger-Typ, den  Cockcroft-Walton-Beschleuniger, und konnten damit erstmals eine von künstlich beschleunigten Teilchen ausgelöste Kernreaktion nachweisen.

## Allgemeines
Die Kaskade liefert je nach Anzahl der Dioden und Kondensatoren eine theoretisch beliebig hohe Ausgangsspannung (Merkregel: Ausgangsspannung = Scheitelspannung U0 des Transformators mal Anzahl der Dioden).
Praktisch ist jedoch dadurch eine Grenze gesetzt, dass die Kondensatoren in Reihe geschaltet sind, wodurch mit wachsender Zahl von Kondensatoren die Kapazität immer kleiner wird. Dadurch bricht die Ausgangsspannung schließlich bereits bei minimaler Belastung zusammen. Ein Vorteil besteht darin, dass bei zweistufigen Kaskaden trotz der hohen Ausgangsspannung jeder Kondensator nur eine Spannungsfestigkeit von 2U0 aufzuweisen braucht.
Für die Speisung größerer Hochspannungskaskaden wie für den Cockcroft-Walton-Beschleuniger werden Prüftransformatoren entsprechender Leistung eingesetzt.

## Funktion und Aufbau
Die Funktionsweise wird nachfolgend an einer zweistufigen Kaskade erläutert. Die Farben symbolisieren die Polarität (rot=plus, blau=minus). Die Kondensatoren mit ungerader Nummer bilden die Schubsäule, die mit gerader Nummer die Glättungssäule.

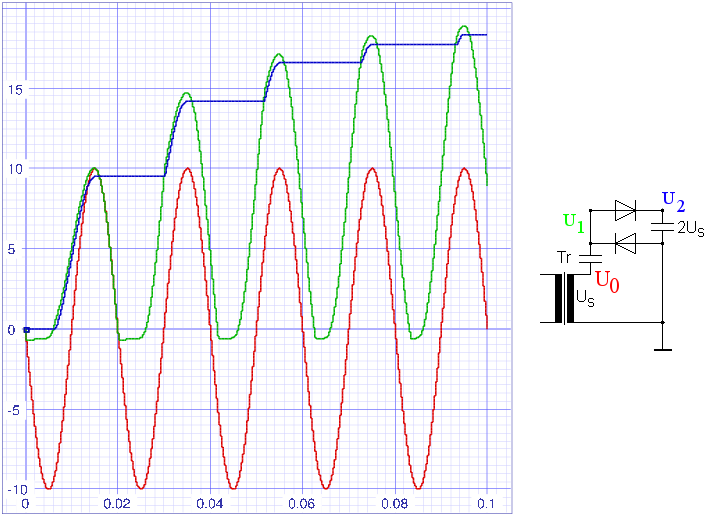
Simulation der einstufigen Villardkaskade

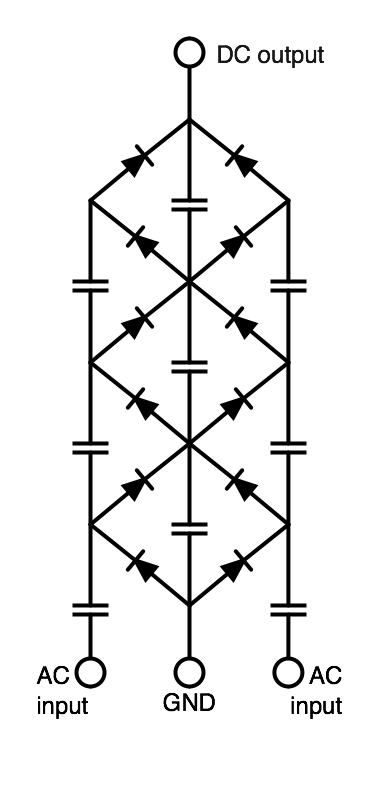
Hochspannungskaskade mit Vollweggleichrichtung

Die Spannungen sind auf den unteren Anschluss des Transformators bezogen, der also immer 0 V darstellt. Am Ausgang des Transformators wird eine Scheitelspannung Us von 100 V angenommen. Die folgende Erklärung stellt eine Vereinfachung des Vorgangs zum besseren Verständnis dar:
1. Die erste (negative) Halbwelle lädt C1 auf 100 V auf. Dabei ist das obere Ende von C1 positiv gegenüber dem unteren, welches demnach auf −100 V liegt.
2. In der zweiten Halbwelle polt die Ausgangsspannung des Transformators um, sein oberes Ende hat nun 100 V. Zusammen mit den 100 V des Kondensators ergeben sich nun 200 V am oberen Ende von C1, das heißt, die Spannung dieses Punktes wurde auf 200 V „hochgeschoben“. Diese 200 V laden C2 auf.
3. In der folgenden Halbwelle geht das obere Ende von C1 wieder auf 0 V, daher kann nun C3 von C2 auf 200 V geladen werden.
4. In der nächsten Halbwelle werden die 200 V von C3 nun auf 400 V hochgeschoben, damit liegen 200 V zwischen dem oberen und unteren Ende von C4 und laden diesen auf 200 V. Da das untere Ende von C4 bereits auf 200 V liegt, erscheinen jetzt am Ausgang 400 V.

In der Praxis werden die Kondensatoren natürlich beim Aufladen anderer Kondensatoren entladen, außerdem treten Verluste durch die Dioden auf. Somit wird nach vier Halbwellen noch lange nicht die volle Ausgangsspannung erreicht.
Häufig werden die Dioden auch schräg gezeichnet und ebenso eingebaut.
Hochspannungs-Kaskaden verwenden Stufen, die jeweils nur die Spitzenwerte der positiven Halbwelle nach oben weitergeben. Daher ist die Frequenz der Restwelligkeit der Gleichspannung gleich der der speisenden Wechselspannung. Die Wechselspannungsquelle muss jedoch während beider Halbwellen Strom liefern.
Hochspannungskaskaden funktionieren auch mit stark unsymmetrischen, rechteckigen Wechselspannungen. Ein historisches Beispiel sind die in Fernsehern mit Bildröhren eingesetzten Kaskaden zur Erzeugung der Anodenspannung der Bildröhre (ca. 27 kV). Hier nutzt man den sehr hohen Spannungsimpuls des Zeilentransformators aus, der während des Zeilenrücklaufes auftritt, um das Magnetfeld der Horizontalablenkspule abzubauen. Dadurch kann die Kaskade mit relativ wenigen Spulenwindungen gespeist werden.
In späteren Fernsehgeräten mit einer Bildröhre finden sich etwas abgewandelte Hochspannungskaskaden: Die Hochspannungswicklung des zur Erzeugung der Beschleunigungsspannung verwendeten Zeilentransformators ist in mehrere Teilwicklungen unterteilt, von denen jede eine einzelne Gleichrichterschaltung versorgt. Diese einzelnen Gleichspannungsquellen befinden sich hintereinandergeschaltet gemeinsam mit dem Transformator in einem vergossenen Gehäuse. Das komplette Bauteil nennt man diode split transformer (DST). Der Vorteil eines DST gegenüber einer konventionellen Kaskade besteht in den geringeren Eigenkapazitäten innerhalb der Teilwicklungen, der Kurzschlussfestigkeit sowie in einer geringeren Isolierstoffbelastung und Baugröße der Wicklung. Das Verfahren setzt jedoch Teilwicklungen voraus, die zur Hochspannungsseite hin zunehmend besser gegen den Ferritkern isoliert sind. Dies wird erreicht durch einen Verguss mit Kunstharz unter Vakuum.
Problematischer sind Kaskaden mit Luftisolation. Hier richtet sich die Anordnung der Bauteile nach den Schlagweiten und Kriechstrecken zwischen den Anschlüssen. Häufig werden scheibenförmige Kondensatoren übereinandergestapelt, und die Dioden befinden sich in Zickzackform dazwischen. Diese Bauform kann auch räumlich (drei Schubsäulen) zum Betrieb an einem Drehstromtransformator gestaltet werden.
Schaltet man am Hochspannungsende zwei Kaskaden parallel, die jeweils mit um 180° zueinander gedrehter Phasenlage aus zwei Wicklungen gespeist werden, so erzielt man eine geringere Restwelligkeit der doppelten Speisefrequenz.
Luftisolierte Kaskaden benötigen
- ab etwa 40 kV abgerundete Kanten im Bereich der oberen Spannungsebenen
- ab etwa 100 kV weitere Maßnahmen zur Feldsteuerung, wie abgerundete Hohlkörper am Hochspannungsende.

Werden statt einer hohen kontinuierlichen Gleichspannung kurze hohe Spannungsimpulse mit hohem Strom benötigt, so werden Stoßgeneratoren wie der Marx-Generator eingesetzt.

## Anwendung
Hochspannungskaskaden werden überall dort eingesetzt, wo sehr hohe Gleichspannungen bei relativ geringem Strom benötigt werden:
- In Hochspannungslaboren und Prüffeldern zur Isolationsmessung und Sicherstellung der Isolationsfestigkeit von Hochspannungsbauelementen, welche in der elektrischen Energietechnik verwendet werden, z. B. zur Spannungsprüfung von Leistungstransformatoren, Hochspannungsschaltern oder Isolatoren.
- Bei Bildröhren in älteren Fernsehern und Monitoren zur Erzeugung der Anodenspannung in Kombination mit dem Zeilentransformator. Vor der Ablösung der Bildröhren wurde die Kaskadenschaltung der Zeilentransformatoren durch Dioden-Split-Transformatoren (DST) ersetzt, welche eine geringere Neigung zu Vorentladungen aufweist.
- Hochspannung für das elektrostatische Farbspritzen/Lackieranlagen (30–40 kV) und für elektrostatische Staubfilter und Ionisatoren.
- Hochspannung zum Betrieb von Pockelszellen, Laserdruckern, Sekundärelektronenvervielfachern und Bildwandlerröhren
- Cockcroft-Walton-Beschleuniger, Elektronenkanonen, Elektronenstrahlquellen
- Röntgenröhren in unterschiedlichen Gebieten der Medizin, Materialanalyse durch Röntgenfluoreszenzanalyse, Bauteilprüfung z. B. von Schweißnähten und weiteren technischen Anwendungen.